# Bouconville-sur-Madt
Bouconville-sur-Madt is een gemeente in het Franse departement Meuse (regio Grand Est) en telt 104 inwoners (2009). De plaats maakt deel uit van het arrondissement Commercy.

## Geografie
De oppervlakte van Bouconville-sur-Madt bedraagt 7,2 km², de bevolkingsdichtheid is dus 14,4 inwoners per km².
De onderstaande kaart toont de ligging van Bouconville-sur-Madt met de belangrijkste infrastructuur en aangrenzende gemeenten.

## Demografie
Onderstaande figuur toont het verloop van het inwonertal (bron: INSEE-tellingen).